# HMS Thrasher (N37)
«Трешер» (N37) (англ. HMS Thrasher (N37) — військовий корабель, підводний човен типу «T» Королівського військово-морського флоту Великої Британії часів Другої світової війни.

## Історія створення
Підводний човен «Трешер» був закладений 14 листопада 1939 року на верфі компанії Cammell Laird у Беркенгеді. 28 листопада 1940 року він був спущений на воду, а 14 травня 1941 року увійшов до складу Королівських ВМС Великої Британії. 

## Історія служби
Субмарина брала активну участь у бойових діях на морі в Другій світовій війні; корабель бився біля берегів Європи, переважно у Північному морі, на Середземному морі, а також на Тихому океані. «Трешер» здійснив 18 бойових походів, у яких затопив сімнадцять ворожих суден.